# Hidekazu Otani
Hidekazu Otani (Chiba, 6 november 1984) is een Japans voetballer.

## Carrière
Hidekazu Otani tekende in 2003 bij Kashiwa Reysol.